# Bayeman (Arjasa)
Bayeman is een bestuurslaag in het regentschap Situbondo van de provincie Oost-Java, Indonesië. Bayeman telt 1773 inwoners (volkstelling 2010).